# 花と悪魔
『花と悪魔』（はなとあくま）は、音久無による日本の漫画作品。
『花とゆめ』（白泉社）2007年8号および15号で読み切りとして掲載、同年21号から23号まで集中連載として掲載後、同誌2008年3号からロングラン連載化、同誌2010年24号まで掲載された。単行本は全10巻。

## あらすじ
大悪魔―ビビが魔界から人間界に移り住んで二度目の冬、雪の日に自邸の門前に捨てられていた赤ん坊を気紛れから拾い、その子が花のような笑顔を見せた女の子であった事から“はな”と名付けた。それから、十数年後。成長したはなは、悪魔が触れると花は枯れてしまうと知りながらも、ビビに触れたい―好かれたいという一心から、毎日ビビの元へ花を届けるようになっていた。が、ビビは花の枯れる姿にはなを重ね、同じように傷付けることを恐れるあまりに、はなとの触れ合いを拒んでいた。そんなある日、魔界からビビを連れ戻すようにとの長老からの命を受けた悪魔―フェルテンが屋敷にやって来たことで、ビビとはなの関係が少しずつ変わり始める。

## 登場人物
登場人物の下の声優名は、ドラマCDでのもの。
はな / 亜久間（あくま） はな
声 - 神田朱未
年齢：14歳（序盤にビビに決めて貰った誕生日で、15歳になる）
好きな物はビビとお花と猫の、天然娘。イベント事が大好きで、よくフェルテンと共に計画を立ててははしゃぎ、ビビを巻き込んで騒ぎを起こすなど、ミーハーな一面も持つ。中盤からは桃の勧めで、私立中学校に「亜久間はな」と名乗って通うようになる。物語が進むにつれ、ただひたすら慕っていたビビを、異性として好きだと自覚していく。
人間界でのビビ邸にて拾われ、邸中の悪魔達に大切に育てられる。が、雪の中で邸前に捨てられていた事がトラウマで雪を、雷と併せて苦手としている。
ビビ
声 - 神谷浩史
年齢：199歳（人間とは年の取り方が違う為、見た目は青年。作中で誕生日を迎え、200歳になる）
気紛れで魔界から人間界に引っ越して来た、次期魔王候補の一人である黒髪の大悪魔。魔界では公爵の爵位を持つ。常にドス黒いオーラを放ち、好物は人間の生き血。嫌いな物は甘い物と猫と日光、またその事から夜行性で午前中に活動するのも嫌う。当初は花の枯れる姿から、同じようにはなを傷付けることを恐れて避けていたが、後にそれは無自覚ながらも、異性として意識し始めたはなへの接し方に迷う姿へと変わっていく。が、何事にも執着が薄く、投げやりな性格からか、はなへの独占欲は強いものの、恋愛に関しては鈍感。はなとずっと一緒にいたいと思っているが、寿命を始めとした種々の問題で、苦悩している。
トーニ
声 - 柿原徹也
年齢：199歳（人間とは年の取り方が違うため、見た目は青年。作中で誕生日を迎え、200歳になる）
ビビの人間界の邸で 執事を務め、ビビに小言がいえる唯一の悪魔。
気難しい上に何事にも投げやりな主人と、そんな事にはお構いなくはしゃぎ回るお気楽な周囲に悩まされている、永遠の苦労人。ビビの魔界での邸宅を執事として取り仕切る祖父を非常に尊敬しており、祖父のような立派な執事になりたいと、10歳の時にビビの元へ下男としてやって来た。
本誌掲載時の予告などを担当している。
フェルテン
声 - 小野大輔
ビビの学生時代からの友人で、金髪碧眼の女好きの悪魔。長老の命令で、ビビを魔界に連れ戻し、はなを人間に帰すべく邸を訪れた。が、寧ろ面白がって入り浸るようになり、その面倒見の良さもあって、ビビやはなの相談役として厚い信頼を得る。ビビとは対照的に妙にテンションが高く、それ故にビビの怒りや八つ当たりを受けることも多い。
魔界では男爵の爵位を持ちながら、医師でもある。が、親同士の決めた許嫁―エリノアを置いて、長老の孫娘達に手を出し、伯爵から降格された経緯を持つ。そんな父譲りでもある自らの性分により、エリノアを幼馴染以上に特別視しながらも、仲を進展させる事に躊躇って避け、人間界を放浪していた。
エリノア
声 - 藤村歩
黒い瞳で黒い巻き髪を二つ分けにした意地っ張りな、クラウスの双子の姉。親同士の決めたフェルテンの許嫁。紹介時よりずっと慕い続けて来たフェルテンを連れ戻すべく人間界のビビ邸に乗り込んだが、共に人間界に居座って、邸に入り浸りになる。乗り込んだ際に邸の方々を壊した為、ビビからは疎まれているが、はなとは意気投合し、ビビとはなの仲を素直に応援している。

### 魔界
生気を吸い取る瘴気が常に漂う、悪魔の世界。有史以来、魔王・ルシフェルの統治下にある。太陽のない、人間界での夜並みに薄暗い世界なので、人間界を訪れた際には日光を嫌がる悪魔が多い。近年では度々、瘴気の溜まり場である地底への穴がランダムに開き、漏れ出した瘴気で魔界、さらには人間界をも飲み込む恐れが出ている。悪魔達は触れた花を枯らせる性質を持ち、高い再生能力を持つ。また悪魔にとって人の生き血は、その美味さからビビのように嗜好として飲む場合もあるが、強力なエネルギー源にもなる。
クラウス
声 - 鈴村健一
エリノアの双子の弟で、魔界では男爵の爵位を持つ悪魔。常にペロペロキャンディーを携帯している。ビビを魔界に連れ戻すべく、度々地上を訪れては騒動の種になっている。
幼い頃からビビには様々な勝負を挑んでは負け続けで、その事に全く頓着されないため、常にビビへの対抗意識に燃えている。
ルシフェル
黒髪をした魔界の王で、他人（特にビビ）をからかう事が大好き。ビビからは常に「クソジジイ」と呼ばれる不倶戴天の敵だが、全く気にせず嫌がらせをしては可愛がっている。
自分の姿を自在に変えられるため、気分次第で変える内に本当の姿・年齢は忘れてしまった。現在は病で余命いくばくもなく、魔王候補のビビを魔界に連れ戻そうとしている。
ギルベルト
ルシフェルの側近で、長髪にエルフ耳の悪魔。常に沈着冷静で、ビビの国政面の秘書をこなしたゲルダは妹。
ローゼマリー
ウェーブの掛かったショートカットの女子爵で、居丈高なビビの許嫁。ビビへの対抗心や家の再興などのためにビビ（大悪魔）の妻になりたいと、本人は公言している。
ビアンカ
おかっぱ頭をした、ローゼマリーお付きのメイド。幼い頃に親に捨てられて下級悪魔に襲われていた所を助け、メイドとして拾ってくれたローゼマリーを狂信的なまでに敬愛している。
クルト
ローゼマリーお付きの執事。ビアンカと同じくローゼマリーに拾われた。
モーリッツ
ウェーブの掛かった黒髪の公爵で、ビビと同じく次期魔王候補の1人。ルシフェルの命で、ビビをいじり倒し、連れ戻すために地上にやってきた。心を操る術に長けており、学校の同級生・田中蘭子としてはなに近づき、ビビへの恋心の記憶を奪ってしまう。マリアンネという妻がいる。
ミヒェル
猫耳を生やし猫背で猫使いの悪魔。猫男爵と通称されるほど、猫屋敷な魔界の自邸で猫の研究をしている猫好き。クラウスの依頼で、猫を使った嫌がらせのためにビビの邸を訪れる。

### 人間界
大正時代の日本を思わせる街で、洋装が主な魔界やビビの邸内に対し、住人の殆どが和装。町外れの小高い丘には、見えているのにいくら登っても辿り着けない（限られた者しか侵入させない結界による）洋館―ビビの邸があり、町の噂になっている。
二条 菖蒲（にじょう あやめ）
初老の執事―桐野を従えた裕福な未亡人。かつて命を救れてからビビをずっと慕っており、その正体を知りながらもビビに血液を提供して来た。後にビビからの信頼を受け、はなを預かる事になる。
谷崎 桃（たにざき もも）
谷崎生花店の息子で、はなの初めての人間の友達。ビビ達の正体を知りながらも、はなへの片思いからその恋を後押しする事になる。谷崎生花店の看板娘として店を切り盛りしている姉―梅がいる。
西島 椿（にしじま つばき）
はなの同級生で、初めての女友達。非常にサッパリした性格のお嬢様で、執事―広瀬に溺愛されている。
荒井 蓮太郎（あらい れんたろう）
はなの同級生で、坊主頭の少年―石田と共に、桃と三人でよく連れ立っている悪友。菖蒲に憧れる、呉服屋の息子。

## 書籍情報
- 音久無 『花と悪魔』 白泉社 〈花とゆめコミックス〉全10巻
  1. 2008年2月19日第1刷発売 ISBN 978-4-592-18551-2
  2. 2008年8月19日第1刷発売 ISBN 978-4-592-18552-9
  3. 2008年12月19日第1刷発売 ISBN 978-4-592-18553-6
  4. 2009年4月17日第1刷発売 ISBN 978-4-592-18554-3
  5. 2009年7月17日第1刷発売 ISBN 978-4-592-18555-0
  6. 2009年11月19日第1刷発売 ISBN 978-4-592-18556-7
  7. 2010年4月19日第1刷発売 ISBN 978-4-592-18557-4
  8. 2010年8月19日第1刷発売 ISBN 978-4-592-18558-1
  9. 2010年12月17日第1刷発売 ISBN 978-4-592-18559-8
  10. 2011年3月18日第1刷発売 ISBN 978-4-592-18500-0

## ドラマCD
『花とゆめ』の応募者全員サービス（2008年18、19号、『ザ花とゆめ』9月25日号特別企画）において、ドラマCD化。